# Девушка с гитарой
«Де́вушка с гита́рой» — советский художественный фильм, снятый режиссёром Александром Файнциммером на киностудии «Мосфильм» в 1958 году. Авторы сценария: Борис Ласкин, Владимир Поляков. Первый художественный фильм, посвящённый Всемирному фестивалю молодёжи и студентов в Москве. Первая роль в кино Юрия Никулина.
После выхода на экраны фильма «Карнавальная ночь» сценарий кинокартины «Девушка с гитарой» был специально написан под Людмилу Гурченко в расчёте на её популярность. Картина снималась в преддверии VI Всемирного фестиваля молодёжи и студентов, проходившего в Москве летом 1957 года, и стала первой советской художественной лентой, посвящённой этому знаменательному событию.
Премьера фильма состоялась 1 сентября 1958 года. По итогам года «Девушка с гитарой» заняла десятое место в рейтинге посещаемости, собрав у экранов кинотеатров почти 32 миллиона зрителей, хотя так и не смогла повторить невероятного успеха «Карнавальной ночи».

## Сюжет
Около симпатичной продавщицы музыкального магазина Танечки Федосовой, мечтающей стать актрисой, всегда много покупателей. Но они раздражают директора, который боится потерять ценного работника. Он старается помешать возможной карьере Тани, которая имеет все данные, чтобы стать актрисой. Знакомство девушки с молодым композитором помогает её мечте осуществиться.

## В ролях
- Людмила Гурченко — Таня Федосова, продавщица в музыкальном магазине
- Михаил Жаров — Аркадий Иванович Свиристинский («Кузя»), директор музыкального магазина
- Фаина Раневская — Зоя Павловна Свиристинская, жена Аркадия Ивановича
- Борис Петкер — Аполлон Матвеевич Старобарабанцев, юрисконсульт филармонии
- Сергей Блинников — Василий Максимович Федосов, отец Тани
- Владимир Гусев — Сергей Корзиков, композитор
- Олег Анофриев — Ваня Савушкин, продавец в музыкальном магазине
- Лариса Кронберг — кассирша в музыкальном магазине (в титрах Л. Соболевская)
- Сергей Филиппов — Фёдор Фёдорович Мамин-Скворцовский, «критик» — собаковод
- Борис Новиков — Матвей Яковлевич Цыплаков, «критик» — парикмахер
- Михаил Пуговкин — Пенкин, «критик» — электрик
- Сергей Голованов — Колосов, председатель жюри
- Светлана Харитонова — покупательница из Кулунды
- Юрий Никулин — пиротехник-неудачник
- Георгий Вицин — покупатель из Днепропетровска
- Евгений Кудряшёв — конкурсант, рассказавший басню (в титрах Е. Кудряшов)
- Валентин Брылеев — покупатель-завсегдатай (нет в титрах)
- Джиджи Марга[рум.] — певица из Бухареста (нет в титрах)
- Зинаида Сорочинская — покупательница (нет в титрах)

## Съёмки
Весёлая музыкальная комедия с акцентом на дружбе народов, съехавшихся в столицу СССР по случаю VI Всемирного фестиваля молодёжи и студентов, была заказана «сверху» — тогдашним министром культуры СССР Николаем Михайловым. Сценаристы Борис Ласкин и Владимир Поляков придумали историю о «звезде торговой сети» Тане Федосовой, которой стало тесно за прилавком нотного отдела крупного столичного музыкального магазина, где вокруг неё водят хороводы влюблённые иностранные студенты.
Для работы над картиной был выбран режиссёр Александр Файнциммер, не имевший никакого опыта в комедии, но дважды награждённый Сталинской премией — за драмы «Константин Заслонов» и «У них есть Родина». Это назначение стало неожиданностью для всех. На роль главной героини Тани Федосовой сразу утвердили Людмилу Гурченко, незадолго до этого блистательно сыгравшую главную роль в фильме «Карнавальная ночь» Эльдара Рязанова.
Съёмки начались ещё до фестиваля, но основная работа закипела с его открытием. Корректировки в сценарий вносились на ходу — в зависимости от того, какую делегацию удавалось пригласить на «Мосфильм». Так, в фильм попала скиффл-группа The City Ramblers из Великобритании — музыкантов, стоявших у истоков жанра. Песня «Dr. Jazz», исполненная ими в фильме, стала единственной видеозаписью их выступления.

## Отзывы критиков
Официальная советская критика встретила фильм в штыки: «Ещё одна девушка», «К лёгкому жанру по … лёгкому пути», «Опасный крен», «В плену дурного вкуса» — такими заголовками откликнулись на фильм советские газеты. Такая оценка была вызвана негативным отношением чиновников из Министерства культуры и Госкино как кинокартине, так и Людмиле Гурченко лично. Впоследствии актриса вспоминала о своём визите к министру культуры: 

«Появляются сразу оба — и министр, и зам[еститель]. И сразу в атаку. Да в какую! Что, мол, я себе позволяю? Такое позорище! Танцы, вертлявые западные штучки-дрючки. И это наша комсомолка! <…> „С лица земли сотрём! Имени такого не будет!“ — это слова министра. И это не сегодняшние демократические денёчки, когда говори, что хошь, всем до фонаря. То было жестокое время. И то был настоящий приговор».
 За самой Гурченко после этой картины надолго закрепилось амплуа актрисы исключительно лёгкого, танцевально-песенного жанра.
Юрий Никулин, для которого этот фильм был дебютом в кино, исполнил свою роль незадачливого пиротехника настолько ярко, что на начинающего актёра сразу же обратили внимание как зрители, так и режиссёры, от которых стали поступать предложения сняться в их картинах.
Лидия Маслова в газете «Известия» писала о фильме: 

«В музыкальном смысле „Девушка с гитарой“ — попытка растянуть на полтора часа „Песенку про пять минут“, но далеко не все песни в фильме Файнциммера настолько запоминаются, разве что пародийный шлягер „Люся, Люся, я боюся, что тобою увлекусь я“ <…> Тем не менее по „Девушке с гитарой“ очевидно, что Людмила Гурченко — отличная характерная актриса, умеющая, например, смешно спародировать драматическую героиню».
Рональд Берган («The Guardian») охарактеризовал фильм как «бодрый, цветной мюзикл, полный эффектных номеров, в котором Гурченко играет симпатичную молодую сотрудницу московского музыкального магазина, очаровательно поющую несколько песен».